# Friedrich Reinitzer
Friedrich Richard Reinitzer (n. 27 februarie 1857, Praga, Imperiul Austriac – d. 16 februarie 1927, Graz, Republica Austriacă) a fost un botanist și chimist austriac care, la sfârșitul anilor 1880, lucrând cu benzoatul de colesteril, un derivat de colesterol, a făcut epocala descoperire a proprietăților cristalelor lichide, numite astfel de către Otto Lehmann, mai târziu.

## Biografie
Friedrich Reinitzer s-a născut la Praga, într-o familie germană din Boemia. A studiat chimia la Universitatea Tehnică Germană din Praga. În 1883 a fost numit aici profesor particular. În 1895 s-a transferat de la Universitatea din Praga la Universitatea Tehnică din Graz și din 1909 până în 1910 a lucrat acolo în calitate de rector.
În 1888 a descoperit  comportamentul ciudat a unor derivați, numiți mai târziu cristale lichide. Pentru a explica acest fenomen, el a lucrat cu fizicianul Otto Lehmann din Aachen. Descoperirea a stârnit un mare interes la momentul respectiv, dar potențialul practic neînsemnat la vremea aceea a scăzut rapid atenția asupra fenomenului.

## Lucrări selectate
- Über die physiologische Bedeutung der Transpirației von Pflanzen. În Sitzungsberichte der Akademie der Wissenschaften, Wien, 1881
- Analiza eines vegetabilen Fettes. În Sitzungsberichte der Akademie der Wissenschaften, Wien, 1882
- Über die Bestandteile der Blätter von Fraxinus Excelsior. În Monatshefte für Chemie, 3/1882
- Über Hydrocarotin und Carotin. În Sitzungsberichte der Akademie der Wissenschaften, Wien, 1886
- Beiträge zur Kenntnis des Cholesterins. În Monatshefte für Chemie, 9/1888
- Über die währe Natur de Gummiferments. În Zeitschrift für physiologische Chemie, 14/1890
- Der Gerbstoffbegriff und seine Beziehungen zur Pflanzenchemie. În Lotos., Trupa 11, 1891
- Über das zellwandlösende P der Gerste. În Hoppe-Breckinridge e Zeitschrift für physiologische Chemie, Trupa 23, Strassburg, 1897
- Über Pilze als Ammen und Ernährer für höhere Pflanzen. În Mitteilungen des naturwissenschaftlichen Vereins für Steiermark, Graz, 1907
- Zur Geschichte der flüssigen Kristalle. În Annalen der Leacuri, Banda de 27 de ani, Folge 4, Leipzig, 1908
- Über die Enzimă Akaziengummis und einiger anderer Gummiarten. În Hoppe-Breckinridge e Zeitschrift für physiologische Chemie, Trupa 61, Strassburg, 1909
- Über die Atmung der Pflanzen., Inaugurationsrede, Graz, 1909
- Erwiderung betreffend der Enzimă Akaziengummis. În Hoppe-Breckinridge e Zeitschrift für physiologische Chemie, Trupa 64, Strassburg, 1910
- Beitrag zur Kenntnis des Baues der Flachs - und Hanffaser. În Archiv für Chemie und Mikroskopie, Wien, 1911
- Uber die Lupulinbestimmung im Hopfen. În Berichte. der Austriac. Gesellschaft zur Förderg. d. chem. Ind., 1889.
- Vorkommen und Gewinnung der Kautschukmilch. În Mitteilungen des naturwissenschaftlichen Vereins für Steiermark, Graz, 1912
- Mor Harze als pflanzliche Abfallstoffe. În Mitteilungen des naturwissenschaftlichen Vereins für Steiermark, Graz, 1914
- Untersuchungen über Siambenzoe. În Archiv der Pharmazie, Trupa 252, Berlin, 1914
- Dextrinfabrikation. În Lexikon der gesamten Technik und ihrer Hilfwissenschaften, Stuttgart, 1919
- Untersuchungen über das Olivenharz. În Sitzungsberichte der Akademie der Wissenschaften, Trupa 133, Wien, 1926
- Mor Gewinnung der Benzoe-und de Benzoevorharzes. În Archiv der Pharmazie, Trupa 264, Leipzig, 1926